# Luis Sardiñas
Pour les articles homonymes, voir Sardiñas.
Luis Sardiñas (né le 16 mai 1993 à Upata, Bolívar, Venezuela) est un joueur d'arrêt-court et de deuxième but de la Ligue majeure de baseball.

## Carrière

### Rangers du Texas
Luis Sardiñas signe son premier contrat professionnel en 2009 avec les Rangers du Texas, alors qu'il n'a que 16 ans. Il commence l'année suivante en ligues mineures dans l'organisation des Rangers, où sont particulièrement reconnues ses qualités défensives à l'arrêt-court.
Sardiñas fait ses débuts dans le baseball majeur pour les Rangers le 20 avril 2014. Amené en défensive comme remplaçant d'Elvis Andrus à l'arrêt-court durant un match contre les White Sox de Chicago, il réussit son premier coup sûr dans les majeures à son premier passage au bâton, face au lanceur Andre Rienzo. En 43 matchs des Rangers en 2014, il maintient une moyenne au bâton de ,261 avec 30 coups sûrs, 5 buts volés, 12 points marqués et 8 points produits.

### Brewers de Milwaukee
Le 19 janvier 2019, les Rangers du Texas échangent Sardiñas, le lanceur de relève droitier Corey Knebel et le lanceur droitier des ligues mineures Marcos Diplan aux Brewers de Milwaukee en retour du lanceur partant droitier Yovani Gallardo.

### Mariners de Seattle
Le 20 novembre 2015, les Brewers échangent Sardiñas aux Mariners de Seattle contre Ramón Flores, un joueur de champ extérieur.

### Padres de San Diego
Les Mariners échangent Sardiñas aux Padres de San Diego le 15 août 2016. 

### Orioles de Baltimore
Le 24 mai 2017, il est réclamé au ballottage par les Orioles de Baltimore.